# Anna Luther

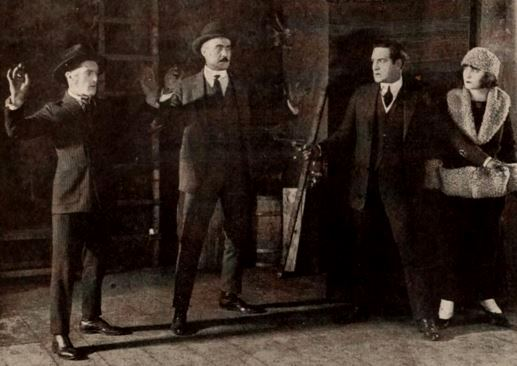
Anna Luther ao lado de Charles Hutchison em The Great Gamble, 1919

Anna Luther (7 de julho de 1897 – 16 de dezembro de 1960) foi uma atriz de cinema estadunidense  que iniciou sua carreira na era muda, e atuou em quase 50 filmes entre 1913 e 1957. Tornou-se conhecida, principalmente, pelo seu estilo de vida considerado “escandaloso” para a época, com vários envolvimentos afetivos e conturbados processos judiciais.

## Biografia

### Carreira
Anna era filha de um vendedor de máquinas de costura de Nova York. O primeiro filme da atriz foi o curta-metragem Hearts of the Dark, em 1913, pela Reliance Film Company, ao lado de Irene Hunt e Paul Scardon.
Entre seus filmes se destacam The Wolf (1914), pela Lubin Manufacturing Company; The Beast (1916), pela Fox Film, os seriados The Great Gamble (1919) e The Lurking Peril (1919), e os filmes Sinners In Silk (1924) e Soul and Body (1921). O filme de 1924 Ten After Ten foi o último em que foi creditada. Com o advento do cinema falado, a partir dos anos 1930 atuou em pequenos papéis esporádicos e não-creditados em filmes como Meet John Doe, de Frank Capra em 1941, Prince Valiant em 1954, e seu último filme, The Wayward Bus, em 1957, em que fez uma pequena ponta, não-creditada.
Ela atuou ao lado de atores como William Garwood, Walter Miller, Charles Hutchison, entre outros, e pelas nas companhias Reliance Film Company, Lubin Manufacturing Company, Selig Polyscope Company, Fox Film, Author's Photo-Plays Inc., Western Photoplays Inc., Wistaria Productions, Burton King Productions, Peacock Pictures, Weiss Brothers Artclass Pictures, entre outras.

### Processo
Luther envolveu-se com o operador de minas de Los Angeles, Jack White, e ele a acompanhou como produtor teatral. Em junho de 1924, a atriz pediu $100.000 por violação do contrato contra White, por alegadas promessas para estrelar quatro filmes. Em contrapartida White exigiu um reembolso de $10.000 pelo filme de Luther, acusando-a de ter má reputação. White alegou que ele não violara a lei Mann Act (também conhecida como White-Slave Traffic Act, que trata sobre escravidão feminina branca), meramente partilhando o mesmo quarto com Luther na sua viagem ao oeste. Algumas das testemunhas foram Charlie Chaplin, Evelyn Nesbit, Pearl White, e Mabel Normand. Os advogados de White usaram a morte por assassianto do diretor de cinema mudo William Desmond Taylor, aleganbdo que Luther dissera para pagar ou “cuidado com o que aconteceu com Taylor”.
Durante o processo Luther admitiu pagar $2.500 de aluguel por sua casa em Great Neck, embora ela possuísse um saldo bancário de $141 na época. O juiz levou em consideração o fracasso de Luther em provar a existência de um contrato legal entre ela e White. Após a conclusão da exposição dos fatos, o caso de Luther foi arquivado com um aviso para um novo julgamento.

### Vida pessoal
Anna casara com um advogado de Nova Iorque, Samuel E. Driboen, em 1913, do qual divorciou-se algum tempo depois. Luther posteriormente se casou com Edward Gallagher, das comédias vaudeville Gallagher and Shean. Ela e Gallagher se casaram em 17 de dezembro de 1923, e se separaram dois meses depois, em fevereiro de 1924, com o marido dando continuidade à atuação itinerante e Luther retornando aos filmes. Em março de 1925 ela foi nomeada corresponsável em uma ação judicial intentada pela atriz Dagmar Godowsky. Godowsky começou o processo de divórcio após alegadamente ter descoberto Luther com seu marido, o ator Frank Mayo, no apartamento dele.

### Morte
Luther morreu na Motion Picture Country Home, em Woodland Hills, Califórnia em 1960, aos 63 anos. Seu funeral foi conduzido por Pierce Brothers de Hollywood no Mount Sinai Cemetery Chapel.

## Filmografia parcial
- Hearts of the Dark (1913)
- The Wolf (1914)
- I'm Glad My Boy Grew Up to Be a Soldier (1915)
- The Beast (1916)
- The Island of Desire (1917)
- Melting Millions (1917)
- Her Moment (1918)
- The Jungle Trail (1919)
- The Great Gamble (seriado, 1919)
- The Lurking Peril (1919)
- Why Women Sin (1920)
- Soul and Body (1921)
- The Woman Who Believed (1922)
- The Truth About Wives (1923)
- The Fatal Plunge (reedição de The Great Gamble, de 1919, lançada em 1924)
- Sinners in Silk (1924)
- Ten After Ten (1924)
- There Goes My Heart (1938)
- Meet John Doe (1941)
- Casanova Brown (1944)
- Easy to Love (1953)
- Prince Valiant (1954)
- The Wayward Bus (1957)